# Examnes dimorpha
Examnes dimorpha är en skalbaggsart som beskrevs av J. Linsley Gressitt 1951. Examnes dimorpha ingår i släktet Examnes och familjen långhorningar.
Artens utbredningsområde är Vanuatu. Inga underarter finns listade i Catalogue of Life.